# Navalmoral de la Mata
Navalmoral de la Mata är en kommun i Spanien.   Den ligger i provinsen Provincia de Cáceres och regionen Extremadura, i den centrala delen av landet, 170 km väster om huvudstaden Madrid. Antalet invånare är 17 401.